# Blood Simple - Sangue facile
Blood Simple - Sangue facile (Blood Simple) è un film del 1984 scritto, diretto e prodotto dai fratelli Coen.

## Trama
Ray, barista nel locale di proprietà di Julian Marty, e Abby, moglie di Marty, stanno attraversando in auto un violento temporale notturno, parlando dell'infelice matrimonio della donna. Per scampare al temporale si fermano in un motel, e lì hanno un rapporto sessuale. Marty, che ha dei sospetti, assume un investigatore privato, Lorren Visser, per seguire la moglie. Visser scatta alcune foto che provano il tradimento e le consegna a Marty. Marty tenta senza successo di prelevare Abby dalla residenza di Ray per riportarla a casa. Geloso e furibondo, incarica Visser di uccidere la coppia. Visser entra in casa di Ray, ruba la pistola di Abby, e fotografa i due attraverso la finestra della camera da letto mentre stanno dormendo. Ritocca quindi le foto e le presenta a Marty come prova dell'avvenuto assassinio.
Marty va in bagno a vomitare. Mentre sta aprendo la cassaforte per dare a Visser il suo compenso Visser gli spara con la pistola di Abby, lasciando poi l'arma sulla scena del delitto. Ray rientra al bar e trova Marty morto e seduto su una sedia, con una ferita d'arma da fuoco nel petto. Presumendo sia stata Abby a compiere il delitto, carica il corpo di Marty sul sedile posteriore dell'auto, mette la pistola di Abby nella tasca del cappotto, e si allontana nella notte lungo una strada di campagna. Ad un tratto sente dei movimenti e si rende conto che Marty è ancora vivo, anche se gravemente ferito. Ferma l'auto, trascina Marty in un campo e lo seppellisce, incurante dei lamenti strazianti dell'uomo.
Ray torna a casa e, in preda al panico, dice ad Abby di aver ripulito e sistemato tutto, ma Abby appare incredula e afferma di non sapere di che cosa Ray stia parlando. I due non si capiscono e Ray non riesce a comunicare a Abby che sta parlando di Marty. Ray le restituisce la pistola e lascia l'appartamento di Abby. Intanto Visser distrugge sia gli originali sia la versione ritoccata delle foto che aveva scattato. Visser osserva di nascosto prima Abby e poi Ray mentre perlustrano l'ufficio del bar per cercare di venire a capo dell'accaduto. Quando Ray esce dal bar si accorge di essere seguito e si avvia verso l'appartamento di Abby, temendo che possa essere in pericolo.
Dopo l'arrivo di Abby, Visser spara con un fucile dal tetto di un vicino edificio uccidendo Ray. Abby, sentendo dei passi avvicinarsi, afferra il coltello di Ray e si nasconde nel bagno. Visser, dopo aver infierito sul corpo senza vita di Ray, entra nel bagno per uccidere Abby ma lo trova vuoto con la finestra aperta. Allungando fuori la mano apre la finestra nella stanza accanto, ma Abby chiude violentemente la finestra bloccando la mano di Visser e trapassandola con il coltello. Visser cerca di liberarsi sparando attraverso il muro, e buttando giù la parete di legno riesce a rimuovere il coltello. Abby si ritrae e aspetta fuori dal bagno con la pistola. Mentre Visser sta per raggiungerla, lei gli spara attraverso la porta pensando di aver sparato a Marty, scoprendo sconvolta che si tratta invece di un altro uomo.

## Remake
Nel 2009 il regista Zhang Yimou ha realizzato un remake di produzione cinese, che si discosta molto dal film dei Coen, utilizzando il genere della commedia. Il film è conosciuto internazionalmente con il titolo A Woman, a Gun and a Noodle Shop, o semplicemente A Simple Noodle Story, e racconta la storia del proprietario di un negozio di noodles che pianifica l'uccisione della moglie adultera e del suo amante. In Italia il film, dopo una prima uscita cinematografica, è stato distribuito con il titolo Sangue facile per il mercato home video dalla BiM Distribuzione.

## Premi
- 1985 – Sundance Film Festival
  - Gran premio della giuria: U.S. Dramatic
- 1986 – Independent Spirit Award
  - Miglior regista a Joel Coen
  - Miglior attore protagonista a  M. Emmet Walsh
  - Candidatura al miglior film
- 1986 – Festival internazionale del cinema di Porto
  - Premio del pubblico